# 신시아 스티븐슨
신시아 스티븐슨(Cynthia Stevenson, 1962년 8월 2일 ~ )은 미국의 배우이다.

## 출연 작품
- 유어 패밀리 오어 마인 (2015)
- 킬링 대디 (2014)
- 타이거 아이즈 (2012)
- 라이프 언익스펙티드 (2010)
- 데드 라이크 미: 라이프 애프터 데스 (2009)
- 아이 러브 유, 베스 쿠퍼 (2009)
- Reunion (2009)
- 죽여줘! 제니퍼 (2009)
- 케이스 39 (2009)
- 스노우 버디 (2008)
- 풀 오브 잇 (2007)
- A Little Thing Called Murder (2006)
- 에어 버디즈 (2006)
- 네버워즈 (2005)
- 에이전트 코디 뱅크스 2 (2004)
- 에어 버드 5 (2003)
- 에이전트 코디 뱅크스 (2003)
- 에어 버드 4 (2002)
- 어코딩 투 짐 (2001)
- 해피니스 (1998)
- 에어 버드 2 (1998)
- 홈 포 더 할리데이 (1995)
- 누드 걸 (1995)
- 파리가 당신을 부를 때 (1995)
- 플레이어 (1992)

### 텔레비전
- 치어스 (1989)
- 데드 라이크 미 (2003-04)
- 어코딩 투 짐 (2003-07)
- 엘 워드 (2006)
- 탐정 몽크 (2006)
- Men in Trees (2006-08)
- 그레이 아나토미 (2010)
- 프라이빗 프랙티스 (2011)
- 스캔들 (2013)
- 슬리피 할로우 (2014)
- 슈퍼걸 (2018)
- 범죄의 재구성 (2018-20)